# 富岡多恵子

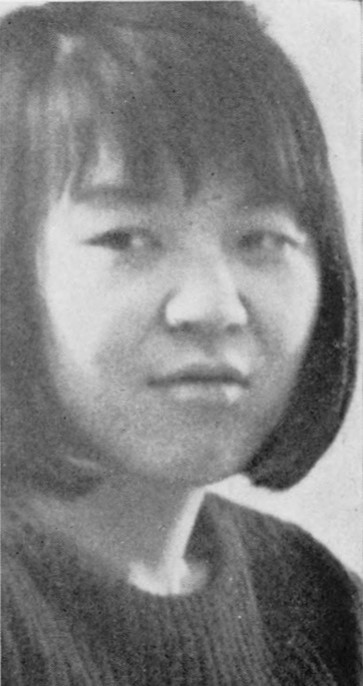
『現代詩大系 6』（思潮社、1967年）より

富岡 多惠子（とみおか たえこ、1935年〈昭和10年〉7月28日 - 2023年〈令和5年〉4月8日）は、日本の詩人・小説家・文芸評論家。日本芸術院会員。上方お笑い大賞選考委員。静岡県伊東市在住。本名は菅多恵子であり、現代美術家の菅木志雄は夫。

## 来歴・人物
1935年（昭和10年）大阪府大阪市出身。大阪府立桜塚高等学校、大阪女子大学文学部英文科卒業。
池田満寿夫と同棲していたことがあり、当初は詩人として出発。卒業後は高校教師を務めたが、上京して多くの詩集を出し、『物語の明くる日』（1961年）以降は小説に転じた。多数の詩・小説・評論・エッセイがある。また映画のシナリオも書いている。
1969年6月、菅木志雄と結婚。
1977年、アルバム『物語のようにふるさとは遠い』を発表。作曲と編曲を坂本龍一が担当した。
フェミニストであり、上野千鶴子、小倉千加子との鼎談『男流文学論』を刊行している。また、大阪の芸能への傾倒が大きく、秋田實の評伝の執筆などをしている。
2008年に芸術院会員。
2023年4月8日、静岡県伊東市の病院で老衰のため死去。87歳没。

## 受賞歴
- 1958年、詩集『返礼』で第8回H氏賞受賞
- 1961年、『物語の明くる日』で第2回室生犀星詩人賞受賞
- 1969年、映画シナリオ『心中天網島』でシナリオ賞秀作賞受賞（篠田正浩、武満徹との共作）
- 1973年、小説『植物祭』で第14回田村俊子賞、『冥土の家族』で第13回女流文学賞受賞
- 1977年、「立切れ」（『当世凡人伝』に所収）で第4回川端康成文学賞受賞
- 1994年、評論『中勘助の恋』で第45回読売文学賞受賞
- 1997年、小説『ひべるにあ島紀行』で第50回野間文芸賞受賞
- 2001年、評論『釈迢空ノート』で第11回紫式部文学賞、第55回毎日出版文化賞受賞
- 2004年、日本芸術院賞受賞
- 2005年、評論『西鶴の感情』で第16回伊藤整文学賞、第32回大佛次郎賞受賞

## 著書
- 『返禮』山河出版社 1957
- 『カリスマのカシの木 詩集』飯塚書店 1959
- 『たまる』真珠社 1961
- 『じえすちーぬ』真珠社 1962
- 『女友達 詩集』思潮社 1964
- 『富岡多恵子詩集』思潮社 1967
- 『ニホン・ニホン人』思潮社 1968 のち集英社文庫
- 『厭芸術浮世草紙』中央公論社 1970  のち文庫
- 『青春絶望音頭』文化出版局（レモン新書）1970　のち角川文庫
- 『厭芸術反古草紙』思潮社 1970
- 『行為と芸術 十三人の作家』美術出版社 1970
- 『丘に向ってひとは並ぶ』中央公論社 1971  のち文庫
- 『回転木馬はとまらない』読売新聞社 1972  のち中公文庫
- 『歌・言葉・日本人 歌謡曲、ああ歌謡曲』草思社, 1972
- 『わたしのオンナ革命』大和書房 1972 のち女性論文庫
- 『仕かけのある静物』中央公論社 1973 のち文庫
- 『結婚記念日』新潮社（書下ろし新潮劇場）1973
- 『植物祭』中央公論社　1973  のち文庫
- 『ヒミコと呼ばれる女』新潮社 1974
- 『イバラの燃える音』吾八ぷれす 1974
- 『冥途の家族』講談社 1974  のち文庫、文芸文庫
- 『壷中庵異聞』文藝春秋 1974 のち集英社文庫
- 『ボーイフレンド物語』講談社 1975  のち文庫
- 『九つの小さな物語』大和書房 1975
- 『虚構への道行き 対談集』思潮社 1976
- 『女子供の反乱』中央公論社 1976 のち文庫
- 『動物の葬礼』文藝春秋 1976  のち講談社文芸文庫
- 『言葉の不幸』毎日新聞社 1976
- 『新選富岡多恵子詩集』思潮社（新選現代詩文庫）1977
- 『当世凡人伝』講談社 1977　のち文庫、文芸文庫
- 『どこ吹く風』思潮社 1978
- 『詩よ歌よ、さようなら』冬樹社 1978　のち集英社文庫
- 『写真の時代』毎日新聞社 1979
- 『近松浄瑠璃私考』筑摩書房 1979　のち文庫
- 『さまざまなうた 詩人と詩』文藝春秋 1979 のち文庫
- 『兎のさかだち』中央公論社 1979　のち文庫
- 『斑猫』河出書房新社 1979　のち文庫
- 『芻狗』講談社 1980　のち文芸文庫
- 『三千世界に梅の花』新潮社 1980
- 『少女たちの桜通り』（昭和世代女流短編集 5）読売新聞社 1980
- 『間の山殺し 全戯曲集』作品社 1981
- 『「英会話」私情』日本ブリタニカ 1981  のち集英社文庫
- 『砂に風』文藝春秋 1981　のち文庫
- 『砂時計のように』中央公論社 1981　のち文庫
- 『遠い空』中央公論社 1982　のち文庫
- 『室生犀星 近代日本詩人選』筑摩書房、1982　のち学芸文庫
- 『はすかいの空』中央公論社 1983
- 『波うつ土地』講談社 1983　のち文芸文庫
- 『うき世かるた』毎日新聞社 1984　のち集英社文庫
- 『藤の衣に麻の衾』中央公論社 1984
- 『水獣』新潮社 1985
- 『表現の風景』講談社 1985　のち文芸文庫
- 『ひとは魔術師』毎日新聞社 1986
- 『漫才作者秋田実』筑摩書房 1986  のち平凡社ライブラリー
- 『西鶴のかたり』（作家の方法）岩波書店 1987
- 『白光』新潮社 1988
- 『こういう時代の小説』筑摩書房 1989
- 『とりかこむ液体』筑摩書房 1989
- 『逆髪』講談社 1990　のち文芸文庫
- 『新家族 富岡多恵子自選短篇集』学芸書林 1990
- 『とはずがたり（古典の旅）』講談社 1990 　「「とはずがたり」を旅しよう」講談社文庫
- 『水上庭園』岩波書店（シリーズ<物語の誕生>）1991
- 『雪の仏の物語』中央公論社 1992
- 『矩形感覚』朝日新聞社 1993
- 『中勘助の恋』創元社 1993　のち平凡社ライブラリー
- 『富岡多恵子の発言』全5巻 岩波書店 1995
- 『大阪センチメンタルジャーニー』集英社 1997
- 『ひべるにあ島紀行』講談社 1997 のち文芸文庫
- 『富岡多惠子集』全10巻 筑摩書房 1998-99
- 『釋迢空ノート』岩波書店 2000　のち現代文庫
- 『西鶴の感情』講談社 2004  のち文芸文庫
- 『難波ともあれことのよし葦』筑摩書房 2005
- 『湖の南』新潮社 2007 「湖の南 大津事件異聞」岩波現代文庫 2011.10
- 『隠者はめぐる』（エッセイ）岩波書店 2009
- 『ト書集』ぷねうま舎 2012
- 『私が書いてきたこと』編集グループSURE シリーズいま、どうやって生きていますか? 第1巻 2014

### 共編著
- 『大衆論』西部邁 草思社 1984
- 『嵐ケ丘ふたり旅』河野多恵子 文藝春秋 1986
- 『伝統芸術とは何なのか 批評と創造のための対話』武智鉄二 学芸書林 1988
- 『「かたり」の地形 大阪詩の原風景』佐々木幹郎 作品社 1990
- 『男流文学論』上野千鶴子・小倉千加子 筑摩書房 1992/ちくま文庫 1997
- 『折口信夫の青春』安藤礼二共編 ぷねうま舎 2013

## 翻訳
- 三人の女 ガートルード・スタイン 筑摩書房 1969、中公文庫 1978
- 富岡多恵子の好色五人女（わたしの古典）集英社 1986、集英社文庫 1996
- 近松名作集 近松門左衛門 講談社 1992（少年少女古典文学館 第18巻）、のち新版（5編）